# 지방도 제415호선
지방도 제415호선은 강원특별자치도 영월군 북면 문곡리 문곡삼거리와 강릉시 연곡면 행정리 행신교 북단을 잇는 강원특별자치도의 지방도이다. 2008년 1월에 지방도 제413호선의 구간인 영월군 북면 ~ 평창군 미탄면 구간이 통합되었다.

## 연혁
- 2000년 9월 30일 : 영동고속도로의 강릉휴게소 신설로 인해 강릉시 성산면 보광리 일대 도로구역 1.057 km 구간 변경[1]
- 2003년 2월 15일 : 노선 폐지 및 재지정[2]
- 2008년 1월 11일 : 지방도 제413호선 구간을 통합[3]
- 2016년 12월 15일 : 문곡 ~ 창리간 도로 및 밤재터널(영월군 북면 마차리 ~ 평창군 미탄면 율치리) 2.86 km 구간 개통[4]
- 2017년 1월 6일 : 기존 지방도 제413호선 구간을 포함하여 기점을 '정선군 정선읍 신월리'에서 '영월군 북면 문곡리'로 변경, 이에 따라 '정선 ~ 연곡선'에서 '영월 ~ 강릉선'이 됨.[5]
- 2017년 8월 11일 : 문곡 ~ 창리간 도로 및 밤재터널 개통으로 인해 기존 영월군 북면 마차리 ~ 평창군 미탄면 율치리 3.4 km 구간 폐지[6]
- 2017년 12월 13일 : 사천 ~ 연곡간 도로(강릉시 사천면 노동리 ~ 연곡면 신왕리) 3.56 km 구간 신설 개통[7]
- 2018년 4월 9일 : 문곡 ~ 창리간 도로(영월군 북면 마차리) 430m 구간 개통, 기존 270m 구간 폐지[8]
- 2019년 2월 1일 : 문곡 ~ 창리간 도로(영월군 북면 마차리) 총 3.52 km 구간 개통[9]
- 2019년 6월 4일 : 문곡 ~ 창리간 도로(영월군 북면 마차리) 560m 구간 개통[10]
- 2020년 4월 24일 : 문곡 ~ 창리간 도로 북면교차로(영월군 북면 마차리) 1.1km 구간과 윤지교(영월군 북면 마차리) 1.01km 구간 개통[11]
- 2020년 7월 20일 : 문곡 ~ 창리간 도로 문곡교차로 ~ 북면교차로(영월군 북면 문곡리 ~ 마차리) 1.48km 구간과 밤재2교차로 ~ 창리교차로(평창군 미탄면 율치리 ~ 창리) 2.28km 구간 개통[12]

## 주요 경유지

### 구지방도 제413호선노선
- 영월군
  - 북면 문곡삼거리 - 마차초등학교 문곡분교(폐교) - 탄광교 - 마차1교 - 북면 교차로 - 마차초등학교 - 마차2교 - 마차리 - 우룡공장 - 윤지교 - 한전교 - 신촌교 - 밤재1 교차로 - 마차5교 - 밤재터널 (890m)
- 평창군
  - 미탄면 밤재터널 (890m) - 밤재2 교차로 - 율치리 - 문암교 - 창리삼거리

### 본래 노선
- 정선군
  - 여량면 아우라지삼거리 - 여량리 - 송천교 - 유천리 - 유천1교 - 유천2교 - 구절리역 - 여량초등학교 구절분교(폐교) - 구절교 - 오장1교 - 오장2교
- 강릉시
  - 왕산면 대기리 - 한티교 - 배나드리교 - 곰자리교 - 벌마을교 - 평촌교 - 대기교 - 닭목재(닭목령) - 왕산리 - 오봉삼거리 - 왕산교
  - 성산면 오봉리 - 방도교 - 성산사거리 - 강릉국도유지관리사무소 - 보광리삼거리 - 어흘리 - 보광리 - 멍어재
  - 사천면 멍어재 - 사기막리 - 무이교 - 사기막교 - 사기막교차로 - 사기막1교 - 노동리 -  석교리
  - 연곡면 신왕리 - 신왕교 - 행신교

## 중복 구간
- 강릉시 왕산면 한티교 북단 ~ 평촌교 동단 : 지방도 제410호선과 중복
- 강릉시 성산면 성산삼거리 ~ 보광리삼거리 : 지방도 제456호선과 중복

## 도로명
- 영월군 북면 문곡삼거리 ~ 평창군 미탄면 창리삼거리 : 밤재로
- 정선군 여량면 아우라지삼거리 ~ 강릉시 왕산면 평촌교 동단 : 노추산로
- 강릉시 왕산면 평촌교 동단 ~ 오봉삼거리 : 왕산로
- 강릉시 왕산면 오봉삼거리 ~ 성산면 성산삼거리 : 백두대간로
- 강릉시 성산면 성산삼거리 ~ 보광리삼거리 : 경강로
- 강릉시 성산면 보광리삼거리 ~ 사천면 사기막리 : 성연로
- 강릉시 연곡면 신왕리 ~ 행신교 북단 : 신왕길